# Kathedrale von Dol-de-Bretagne

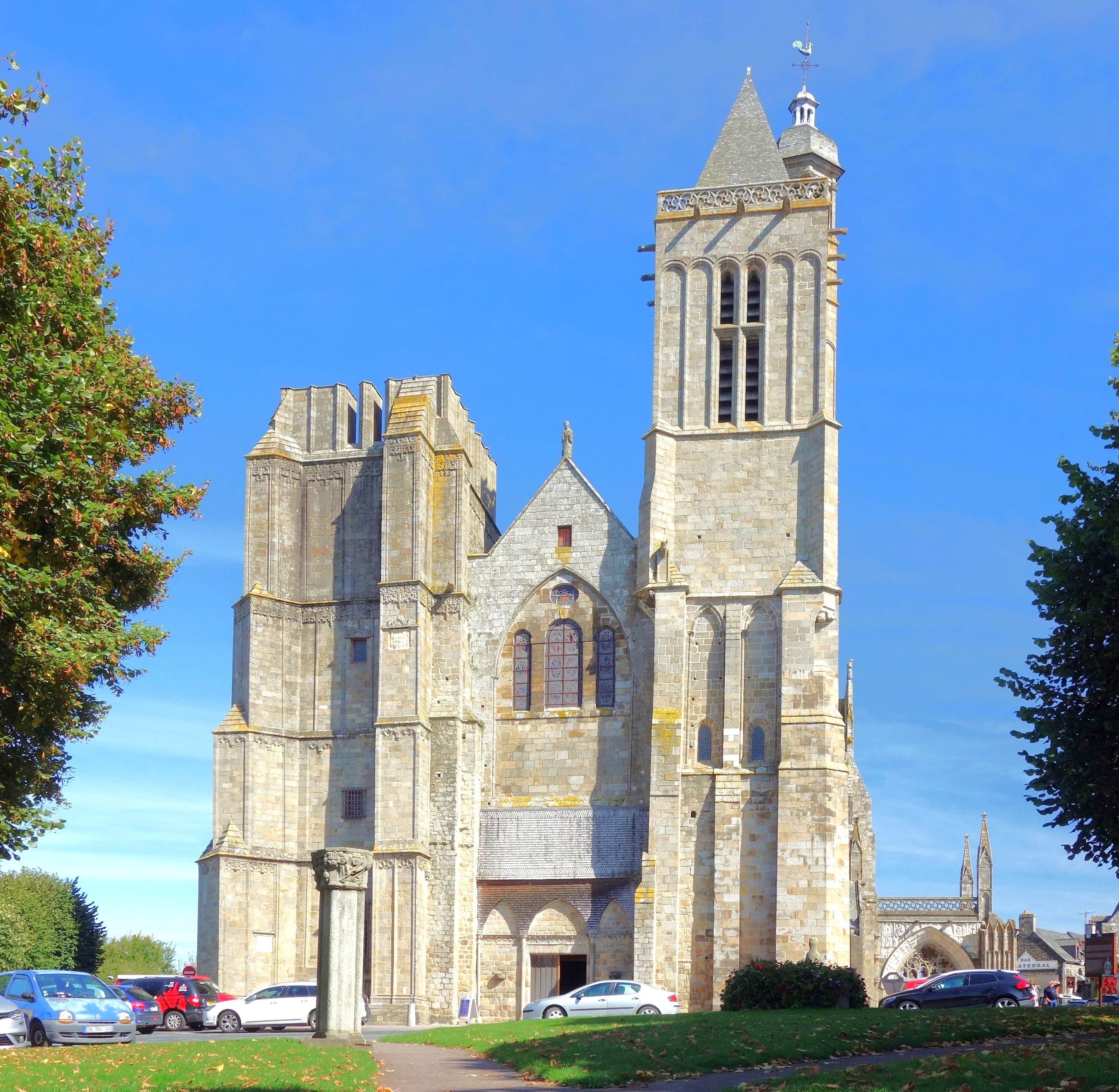
Westfassade

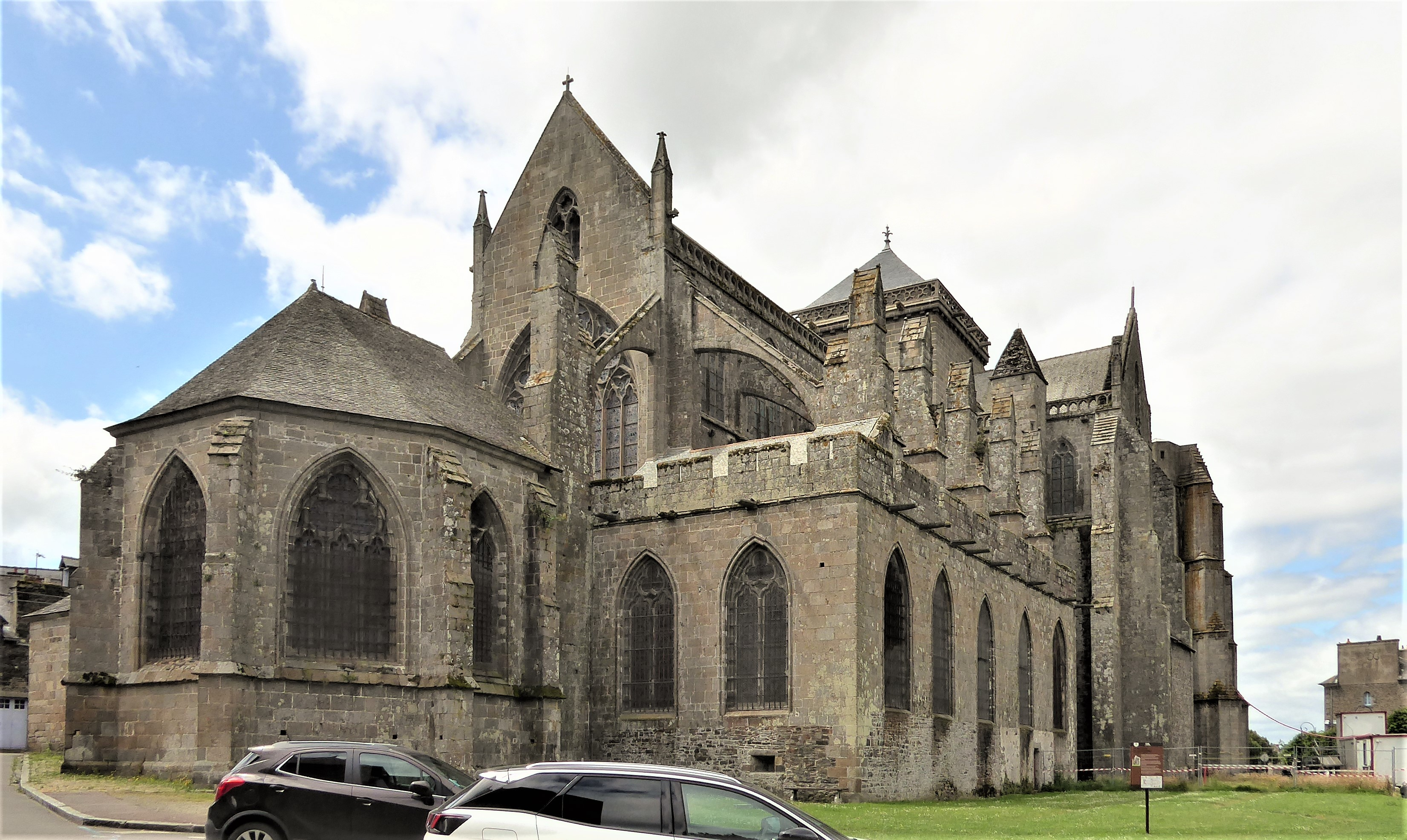
Ansicht von Nordosten Richtung Chor

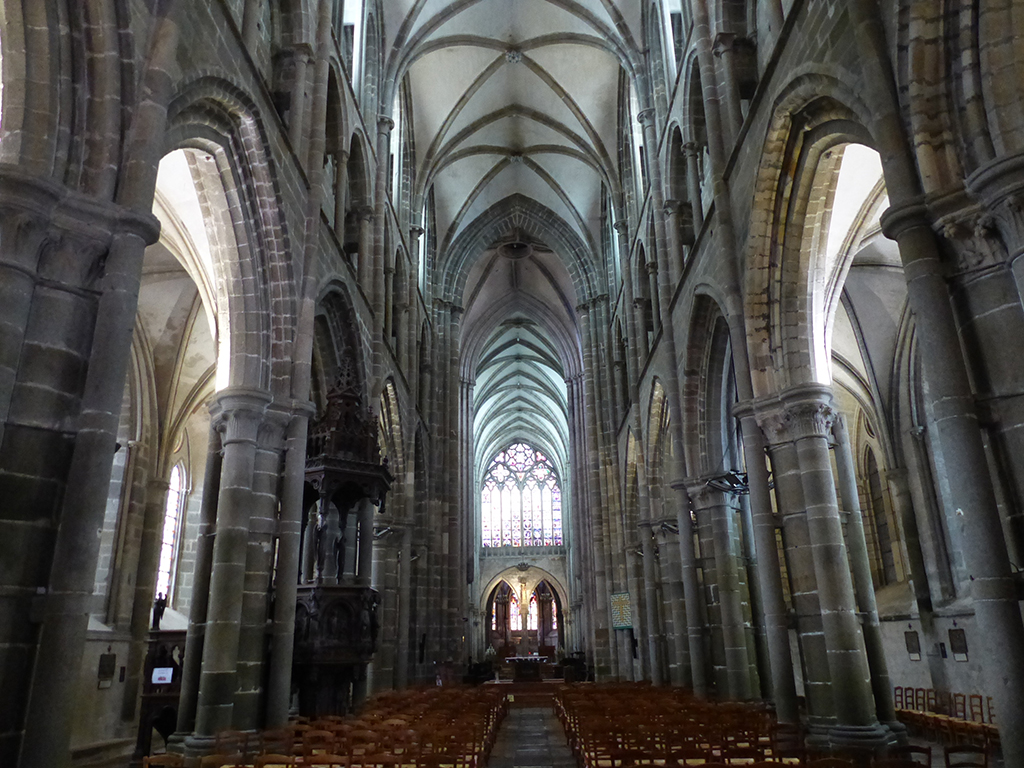
Dreischiffiges Langhaus

Die Kathedrale Saint-Samson in Dol-de-Bretagne steht in der Bretagne in Frankreich. Sie ist Konkathedrale des römisch-katholischen Erzbistums Rennes.

## Geschichte
Als Gründer der Stadt Dol gilt der heilige Samson, ein im 6. Jahrhundert aus Wales bzw. Cornwall eingewanderter Bischof. Wegen seiner Grenzlage zwischen der Bretagne und der Normandie wurde Dol seitens der Normannen von zahlreichen Belagerungen heimgesucht und mehrmals besetzt und geplündert. Im Jahr 1203 wurde Dol durch den englischen König Johann Ohneland eingenommen. Dabei brannte er die romanische Kapelle nieder. Angeblich wegen religiöser Gewissensbisse entrichtete er zur Wiedergutmachung Geld für den Aufbau der heutigen Kathedrale. Unter Bischof Jean de Lisannet (1203–1231) erfolgte der Wiederaufbau. Seine Nachfolger vollendeten den Chor. Über 80 Bischöfe hatten den Bischofssitz bis 1795 inne.
Während der französischen Revolution wurde die Kathedrale in einen „Tempel der Vernunft“ umgewandelt und diente schließlich als Pferdestall, Kornkammer und Ballhaus. 1801 wurde der Bischofssitz wiederhergestellt. Seit 1880 ist der Erzbischof von Rennes zugleich Erzbischof von Dol und Saint-Malo.

## Architektur
Die heutige Kathedrale ist ca. 100 m lang und wurde über einen längeren Zeitraum errichtet. Ihre Westfassade stammt im mittleren Teil aus dem 12. Jahrhundert und ist der Rest der ehemaligen romanischen Kirche. Zur Zeit der Gotik fügte man an der Südseite zwei Tore hinzu: das kleinere im 13. Jahrhundert, das größere, Grand Porche genannt, im 14. Jahrhundert. Im 15. Jahrhundert wurde der Südturm auf romanischen Fundamenten errichtet, der schmale Campanile folgte im 17. Jahrhundert.
Erwähnenswert ist ein Charakteristikum des maximal etwa 20 m hohen Innenraumes: Die Hauptdienste stehen vor den Pfeilern und sind nicht mit ihnen verbunden.

## Ausstattung
Die künstlerische Verglasung wurde von der zunächst in Nantes, später in Kassel-Wehlheiden tätigen Glasmaler-Werkstatt Ely geschaffen.

## Orgel

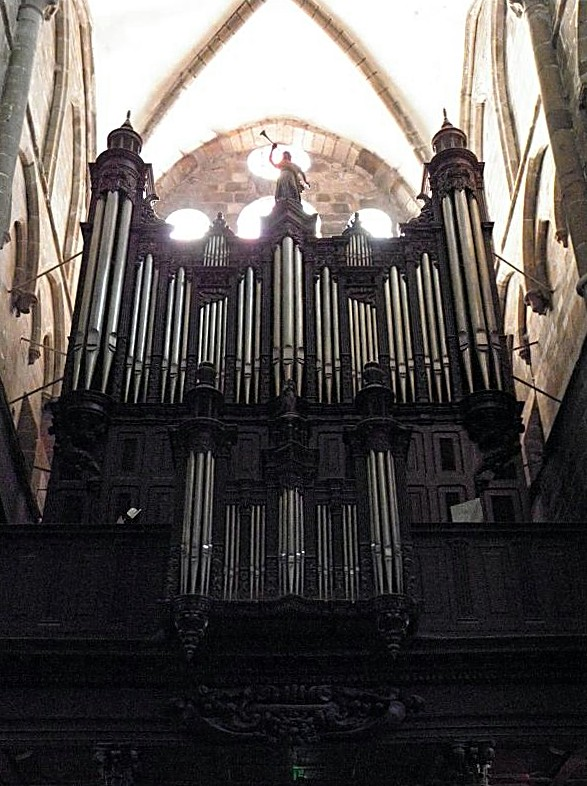
Blick auf die Orgel

Die Orgel geht zurück auf ein Instrument, das im 16. Jahrhundert erbaut wurde. Von diesem Instrument ist heute nur noch das Orgelgehäuse vorhanden, das im Jahr 1575 von dem Künstler Lourdel gebaut wurde. Das Orgelwerk selbst wurde im Laufe der Zeit mehrfach erweitert und restauriert. Nachdem 1948 das Positiv entfernt worden war, wurde dieses 1977 wieder hinzugefügt. Die Orgel hat heute 38 Register auf drei Manualen und Pedal. Die Trakturen sind mechanisch. Nach einer Restaurierung wurde es am 5. Juli 2015 von Pierre Pincemaille eingeweiht.
| I Positif C–g3     |        |
| Bourdon à cheminée | 8′     |
| Prestant           | 4′     |
| Nazard             | 2 ⁄3′  |
| Quarte             | 2′     |
| Tierce             | 1 3⁄5′ |
| Larigot            | 1 ⁄3′  |
| Cymbale IV         |        |
| Trompette          | 8′     |
| Cromorne           | 8′     |

| II Grand Orgue C–g3 |     |
| Bourdon             | 16′ |
| Montre              | 8′  |
| Bourdon             | 8′  |
| Flûte               | 8′  |
| Prestant            | 4′  |
| Flûte               | 4′  |
| Doublette           | 2′  |
| Sesquialtera II     |     |
| Plein Jeu V         |     |
| Bombarde            | 16′ |
| Trompette           | 8′  |
| Clairon             | 4′  |

| III Récit expressif C–g3 |     |
| Quintaton                | 16′ |
| Flûte creuse             | 8′  |
| Gambe                    | 8′  |
| Voix céleste             | 8′  |
| Flûte                    | 4′  |
| Flûte                    | 2′  |
| Plein Jeu IV             |     |
| Trompette                | 8′  |
| Basson-Hautbois          | 8′  |
| Voix humaine             | 8′  |
| Clairon                  | 4′  |
| Tremblant                |     |

| Pédale C–f1 |     |
| Flûte       | 16′ |
| Flûte       | 8′  |
| Flûte       | 4′  |
| Bombarde    | 16′ |
| Trompette   | 8′  |
| Clairon     | 4′  |